# أدب كاتالوني
| أدب إسباني |
| --- |
| |
| أدب ألفونسو العاشر أدب العصور الوسطى الترجمات في العصر الذهبي الإسباني أدب عصر النهضة رواية فروسية رواية شطارية رواية بيزنطية ميغيل دي ثيربانتس أدب الباروك أدب عصر التنوير أدب الرومانسية أدب الواقعية أدب الحداثة الأولترايسمو جيل 98 جيل 1914 جيل 27 جيل الخمسينات رواية اجتماعية إسبانية ما بعد الحرب |
| انظر أيضًا |
| نقد أدبي • الانطباعية • رومانسية المدرسة الإبداعية • النقد أدب بورتوريكو • البوم الأمريكي اللاتيني البرناسي • واقعية أدبية • طبعانية الرومانسية الجديدة • العبثية في الأدب • باروكية • واقعية سحرية حداثة • كلاسيكية • سريالية • رمزية                                                                    |

الأدب الكاتالوني (بالكتالونية: literatura catalana) هو الاسم الذي يستخدم تقليديًا للإشارة إلى الأدب المكتوب باللغة الكاتالونية. كان التركيز في هذا الأدب ليس فقط على أنه مجرد أدب قادم من منطقة كاتالونيا، ولكن يعنى به الأدب المكتوب باللغة الكتالانية من أي مكان، بحيث يشمل الكتاب والأدباء من بلنسية، جزر البليار ومجموعات السكان الناطقين بالكاتالونية. والأدب الكاتالوني هو الفرع الثاني من آداب شبه جزيرة أيبيريا، وهو فرع أدبي خاص له استقلاليته التامة يعتمد على اللغة اللاتينية الجديدة، ويقيم بلغته علاقة قرابة مع لغة البروفانس، بروفانس هي مقاطعة فرنسية. تنتشر اللغة الكاتالونية في مدن الشرق الإسباني برشلونة وبلنسية، وتختلف في أصولها ومتونها عن اللغة الإسبانية.

## مراحل التطور

### العصور الوسطى
في فترة العصور الوسطى، كان أبرز الشعراء الكاتالونيين آنذاك هو ريمون لول الذي كان أول من استخدم اللغات الرومانية الجديدة، ليس فقط لغايات فلسفية ولاهوتية وعلمية، بل أيضًا لكتابة قصائد ونصوص سردية، وله يعود الفضل في صقل اللغة الكاتالونية الأدبية. ولكن كان يتوجب الانتظار حتى القرن الخامس عشر حتى يظهر أوائل الشعراء الكبار الناطقين بهذه اللغة، مثل جوردي دو سان جوردي خصوصًا وأوزياس مارش الذي قُرئ في شكل واسع في جنوب أوروبا من شعراء جيله والأجيال اللاحقة، كما يتجلى ذلك في الأثر الظاهر الذي خلفه في الشعر الإسباني خلال القرن السادس عشر. وتحولت اللغة الكاتالونية في القرن الخامس عشر إلى إحدى أهم اللغات الرومانية الأدبية، فظهرت أهم الأعمال الروائية، مثل رواية تيران الأبيض. وفي هذا القرن أيضًا ظهرت أول موشحة كاتالونية، قصيدة من أربعة عشر بيتًا، على يد الشاعر بيري تورويلا الذي كان مطلعًا بعمق على الشعر الإيطالي. وكان الشعر الكاتالوني جنبًا إلى جنب مع الشعر الإسباني سباقًا في تبني هذا الشكل الشعري الذي ظهر في صقلية ومارسه كل من دانتي وبترارك. منذ القرن الثاني عشر، كان الأدب الكاتالوني مقدسًا وكان ينتمي إلى الكنيسة وإلى الدعوات والتبريكات المسماة هوميليس دي راجانيا، وهي مجموعة ابتهالات دينية واعظة. وحتى القرن الثالث عشر، كانت اللغة الكاتالونية هي لغة البلاط الرسمية، لم يكن الشعر شعرًا وقتها بالمعنى الصحيح بقدر ما كان أدبًا تسجيليًا للأحداث.

## العصر الحديث
بعد عصر النهضة الأوروبية في القرن الخامس عشر، بدأ الأدب الكاتالوني رحلة التنوير، حيث تتوسعت كاتالونيا في الترجمات الأدبية، وإلى جانب المؤلفين اللاتينيين الكلاسيكيين الذين كانوا يترجمون يترجمون لدانتي وجيوفاني بوكاتشيو، بدأوا بعد ذلك في كتابة قصص الفروسية. ثم ظهرت فجأة وبعد وقت قصير تحفة يونوت مارتوريل التي تحمل عنوان تيرانت البيضاء. وانتشر الشعر الشعبي الكاتالوني مسجلًا باسم الشاعر جوان بوسكان في تاريخ الأدب. وجاءت الحركة الرومانتيكية بنفس تأثيرها على الأدب الأوروبي، لتلقي به مجددًا على الأدب الكاتالوني وتنطلق حركة باسم Renaixenca أو عصر النهضة عام 1859 لتحدد مهام وأهداف الأدب ومدى ارتباطه بالوضع الاجتماعي. ينتشر الأدب الكاتالوني في برشلونة وبلنسية ومايوركا، وفي علاقة فيلولوجية وثقافية مع مقاطعة رواسلون الفرنسية. وكما أن الأدب الإسباني وقف صامدًا معارضًا لحكم الجنرال فراثيسكو فرانكو وأفكاره، سانده الأدب الكاتالوني في ذلك الأمر ليبقى إلى جانب الوعي القومي الكاتالوني، وهو ما سجلته أعمال الشاعر سلبادور أسبريو نثريات.
وبعد مرحلة عصر النهضة التي مر بها الأدب الكاتالوني، ظهر شعر غنائي رفع راية الحداثة وتأثر بالتيارات الجديدة للشعر الأوروبي. ومن أربابه الشاعر العفوي خوان ماراغال والكلاسيكي ميجيل كوستا أي لوبيرا وشاعر الألم والطبيعة خوان ألكوفير وشعراء حركة جيل التسعينات مثل جوزيب كارنِر. وفي النصف الأول من القرن العشرين، مارس الشعر الفرنسي تأثيرًا كبيرًا على الشعر الكاتالوني، فلعبت الرمزية والمدرسة البرناسيةدورًا أساسيًا في انبثاق حركة التسعينات الثانية، كما أثرت التيارات الفرنسية الجديدة على الطلائع الشعرية الكاتالونية، مثل الشاعر الرمزي والكلاسيكي كارل ريبا، مع بعض الشعراء الجدد الذين قاموا بعمل مقاربات شعرية جديدة ومتنوعة، وكان من بين هؤلاء الشعراء كل من خوان سالفات باباسيت، الذي ألف قصائد تصويرية مثيرة، والمجدد بارتوميو روسيلو بورسيل.